# 三遊亭右京
三遊亭 右京（さんゆうてい うきょう）は、落語家の名跡。
- 初代三遊亭右京 - 後∶五代目古今亭今輔
- 二代目三遊亭右京 - 本項にて詳述

二代目 三遊亭 右京（1946年9月12日 - ）は落語家。本名∶京田 健治。北海道岩内郡岩内町出身。出囃子は「寿」、「三番叟」、落語芸術協会所属。

## 経歴
北海道岩内高等学校卒業後、落語家を志望して上京。四代目三遊亭金馬のもとに内弟子として入門するも、噺を覚えることが出来なかったために4ヶ月後に辞める。その後は人力車の車夫として新橋の事務所に在籍。口を利いてくれた兄貴分の男性が永六輔のファンだったことから「六さん」の源氏名を付けられ、置屋と座敷を行き来する芸妓の送迎を中心に車夫を勤める。向田邦子が1970年代にan・anで連載していたコラム『男性鑑賞法』に「人力車夫・京田健治」として取り上げられたこともある。
再度落語家を志望し、1976年12月に三代目三遊亭圓右に入門。「右京」を名乗る。1981年4月、二ツ目昇進。1991年5月、桂南なんと共に真打昇進。

## 芸風
師匠同様、主に新作落語や創作落語などを中心に活動している。

## 活動
近年は寄席出演をしていないが、講演、落語会などで活動を続けている。

## 芸歴
- 1976年12月 - 三代目三遊亭圓右に入門、「右京」を名乗る。
- 1981年4月 - 二ツ目昇進。
- 1991年5月 - 真打昇進。